# Wald im Pitztal
Wald, eine Rotte am Eingang des Pitztales, ist eine Ortschaft der Gemeinde Arzl im Pitztal im Bezirk Imst, Tirol, Österreich. Es zählt heute 605 Einwohner und liegt auf 890 m ü. A. Wald befindet sich an der Mündung des Pitztales ins Inntal, am Fuße des Leiner Kögeles (2387 m ü. A.).

## Nachbarorte
Leins (ein weiterer Ortsteil der Gemeinde Arzl), Arzlried, Waldele, Hoheneck, Roppen und die 10 km weit entfernte Bezirkshauptstadt Imst.

## Geschichte
Um ca. 1000 wurden die ersten Bauernhöfe in diesem Gebiet errichtet, die so genannten „Schwaighöfe“, welche damals an einen Grafen oder an das Kloster in Stams Abgaben (Getreide, Käse, Fleisch…) entrichten mussten. Ein kleiner Teil des Dorfes namens Schwaighof erinnert noch heute an diese Zeit. Im Jahr 1640 gab es in Wald bereits 54 bewohnte Häuser, zurzeit sind es etwa 150.
1493 wurde die hl. Thomaskapelle eingeweiht, die im Lauf der Geschichte zweimal abgebrannt ist – die jetzige Kirche wurde 1910 im neugotischen Stil wieder aufgebaut.
Seit 1897 gibt es in Wald eine einklassige Schule, vorher wurde der Unterricht in Bauernstuben abgehalten. Die heutige Volksschule wurde 1996/97 erweitert und ist jetzt zweiklassig.

## Tradition
Alle vier Jahre veranstaltet Wald eine Fasnacht, die dem Imster Schemenlauf in einer gewissen Art ähnlich ist.

## Bauwerke
Eine Sehenswürdigkeit ist die Benni-Raich-Brücke, eine Fußgänger-Hängebrücke über die Pitzenklamm zwischen Arzl und Wald. Sie überspannt die Pitzenklamm in 94 m Höhe bei einer Spannweite von 138 m und wird oft zum Bungee-Jumping benützt. Außerdem gibt es nahe dem Dorf Erdpyramiden. Man kann diese Sehenswürdigkeit auf einem schön angelegten Pfad besichtigen, der nebenbei noch beim Walder Wasserfall vorbeiführt.